# 화산파
화산파(중국어: 華山派)는 구파일방 중 하나로 정파의 대표적인 주요 문파 중 하나로 여겨진다. 섬서성 화음현의 화산 서쪽에 있는 연화봉 정상에 위치하고 있다.

## 역사

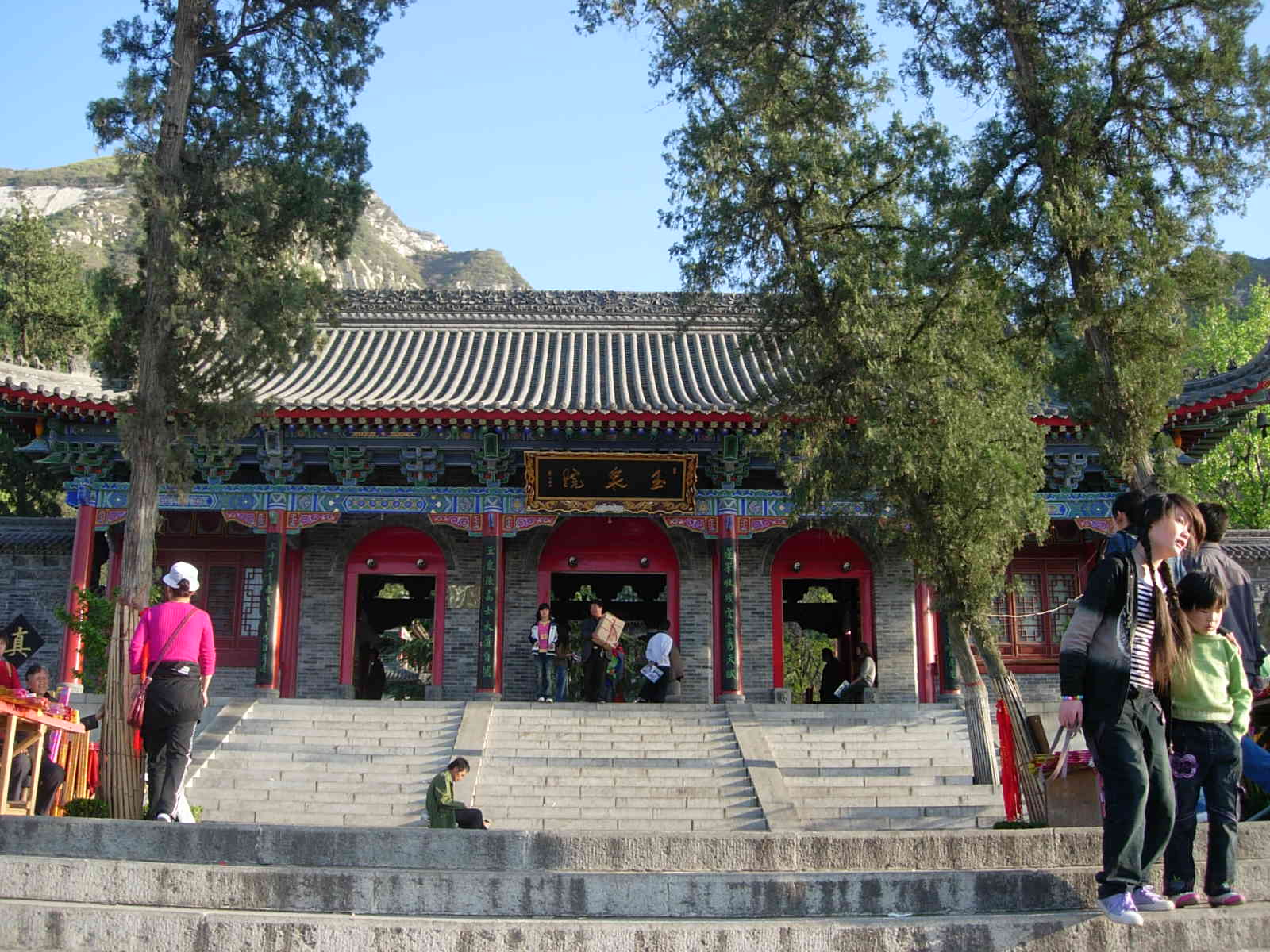
화산파 조정(祖庭)

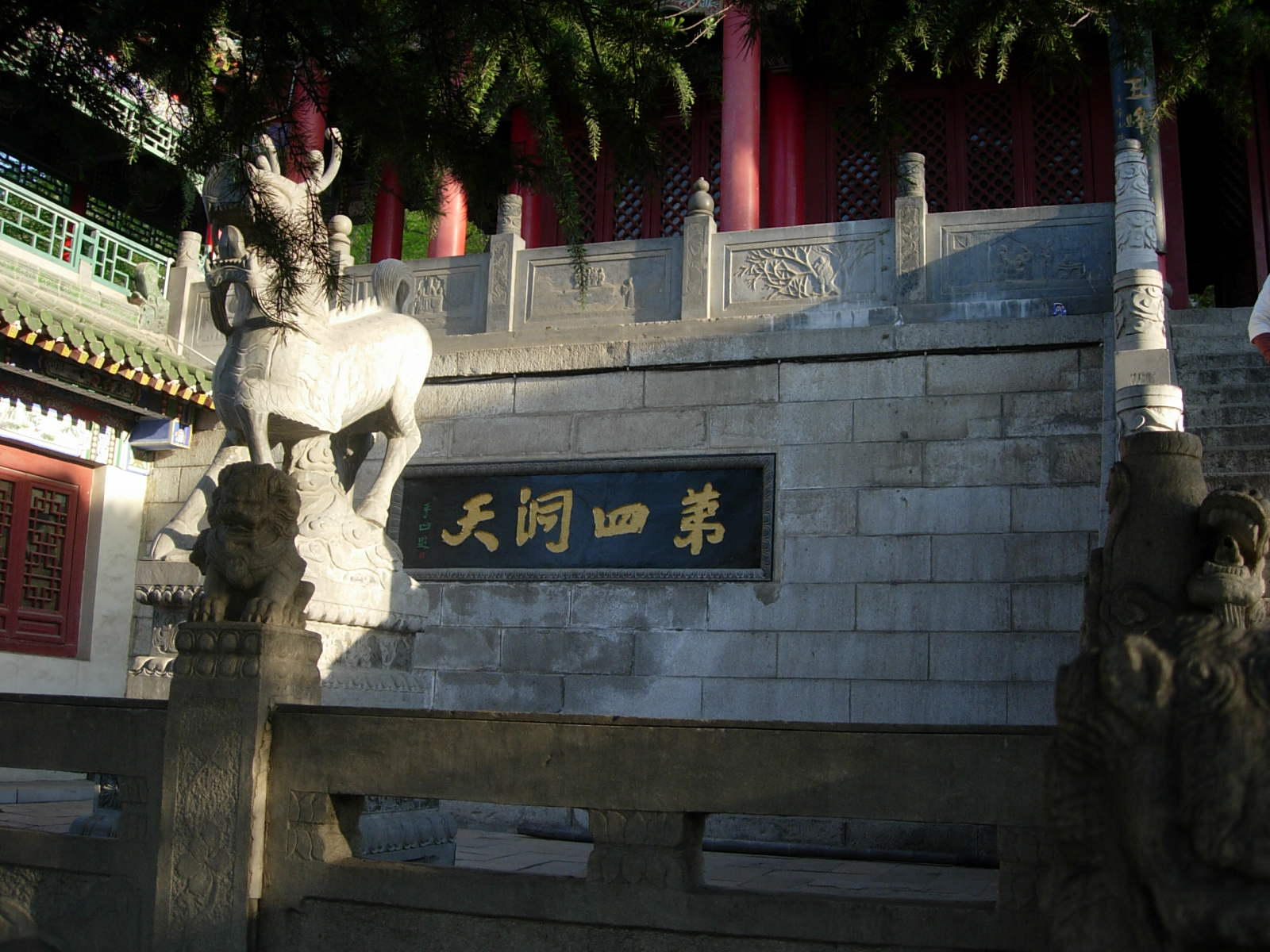
화산의 도교제사동천(道教第四洞天)

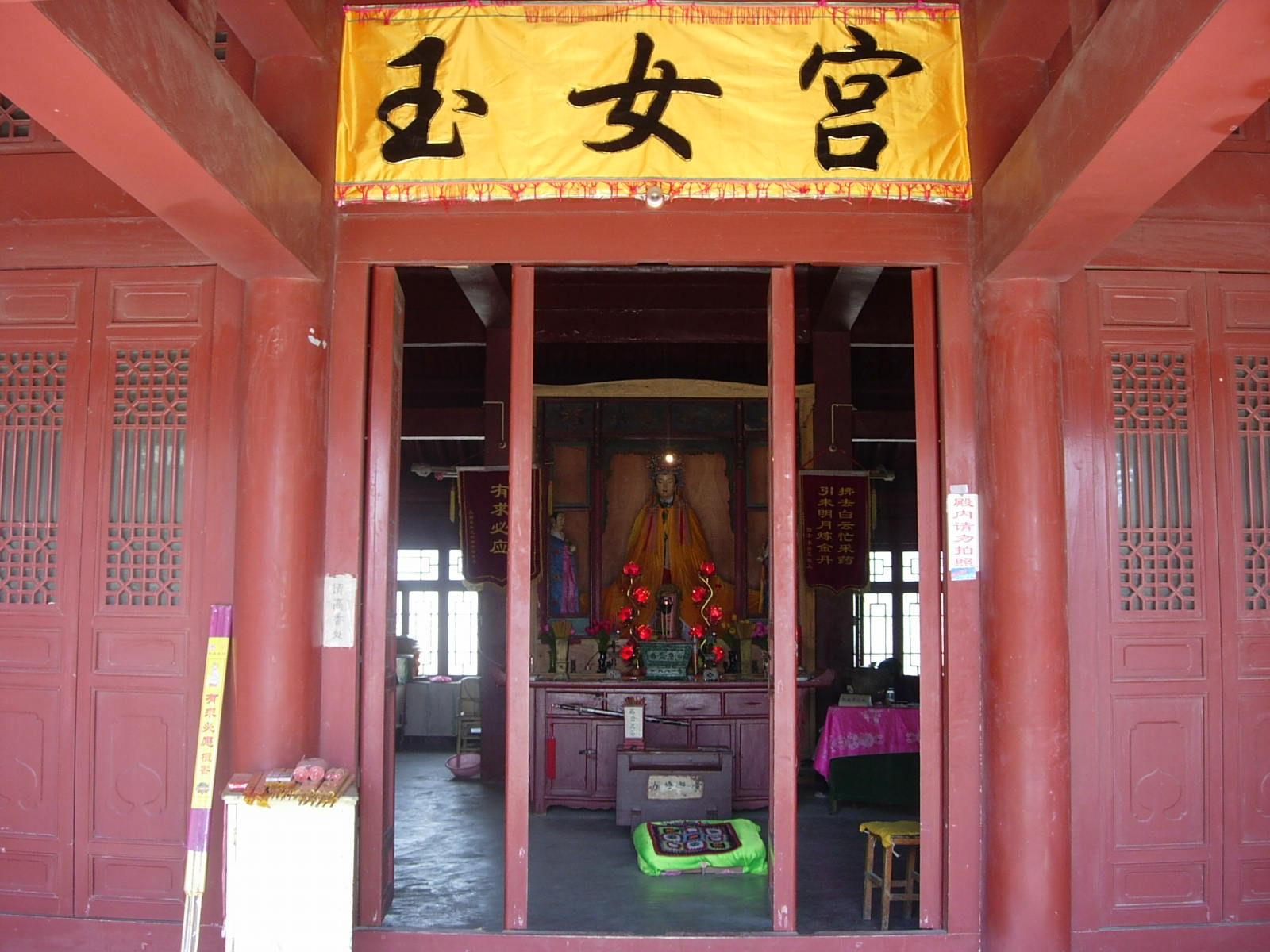
옥녀봉

송나라 때 진박(陳摶) 화산(華山)의 관계 때문에 도교에서 화산의 지위는 더욱 두드러졌다. 진박은 도교학자로서 그의 사상은 이후의 도교와 유가 사상에 매우 큰 영향을 끼쳤다. 진박은 화산에 오래 살면서 희이협(希夷峽), 희이동(希夷洞), 동이사(洞夷祠) 등 많은 유적을 남겼다. 진박과 송태조가 화산에서 바둑을 두어 진박이 이기며 화산을 주었다는 이야기가 전해진다. 진박의 제자 가득승(賈得升), 장무몽(張無夢) 등의 제자는 모두 송대의 유명한 도사였다.
금나라와 원나라 시기에 왕중양(王重陽)은 전진파를 창시하여 도사가 출가하고 장가를 들지 않아야한다고 주장하였다. 왕중양의 제자인 구장춘(장춘진인 혹은 구처기라고도 함)은 도교에 총림 제도를 만들었다. 전진파가 일어났을 때부터 화산은 전진의 도를 따랐다. 왕중양의 제자 왕처일(王處一), 담처단(譚處端), 학대통 모두 화산에서 머무르며 도를 닦았다. 왕처일의 호는 옥양(玉陽)이고, 자호는 연봉일사(蓮峰逸士)이다. 일찍이 《화산지(華山誌)》를 저술하여 유산파(崳山派)를 열었다. 학대통은 광녕자(廣寧子)라고 불리며 전진화산파(全眞華山派)를 열었고, 그 제자로는 왕지근(王志谨), 현통자(玄通子) 등이 있다.
원나라의 도사 하지진(賀志真)의 자는 원희(元希)이며, 여통명(吕通明)과 백운기(白雲綦)를 스승으로 삼아 도를 배운 후 태화지(太華之)가 조원동(朝元洞)을 뚫었다. 창수대조원동비(創修大朝元洞碑)는 하지진을 화산파의 1세대로 기록한다. 비음간(碑陰刊)에는 하지진사 여통명(吕通明), 백운치(白雲綦), 조사 구장춘(邱長春)과 그 제자의 도호가 실려 있다. 하지진의 화산파가 학대통의 화산파와 어떤 관계가 있는지는 분명하지 않으며, 그 선조가 구창춘이라는 점에서 하지진의 화산파는 학대통과는 다른 파라고 할 수 있는데, 구창춘과 학대통은 사제지간이 아니라 형제지간이기 때문이다.

## 무협소설에서
도가 계열 중에선 무당파와 함께 소재로 은근히 자주 활용되는 문파로, 지금은 고전격 무협소설로 취급받는 소오강호, 벽혈검의 영향과 이후 부각된 매화 등 확실한 문파색 때문인지 여러 무협물에서 주인공급 문파로 등장한다. 물론 선역뿐 아니라 악역으로 등장하는 작품도 있다.
실존하는 화산파와 마찬가지로 기본적으로 도가 문파지만, 작품에 따라서는 도교와는 크게 상관없는 속가 문파로도 나온다. 단적인 예로 김용의 《소오강호》에서도 화산파는 딱히 도문으로서의 면모를 드러내지는 않았다. 다만 벽혈검에서는 현재에도 전해지는대로 도가적인 분위기가 강한 문파로 나온다. 화산파의 개파조사로 학대통이 유력한 인물 중 하나다 보니 여러 무협물에서도 그를 조사로 묘사하지만, 아예 언급을 하지 않거나 다른 인물인 경우도 있다. 김용월드에서도 학대통이 등장하긴 하지만 화산파의 개파조사라는 오피셜은 없었다.
무당과 천하제일검문과 천하제일도문을 경쟁하는 경우가 많다. 이것저것 많이 수련하는 다른 문파와는 달리 화산파는 닥치고 검 하나로 끝을 보자는 경향이 강하다. 이런 성향은 같은 정파 계열인 곤륜파와 닮았으며, 화산파 제자가 검이 아닌 다른 절기를 쓰는 건 보기 힘들 정도이다. 무당파와 같은 도가 계열의 산문이긴 한데 무당이랑 이미지가 겹쳐서 그런지 이쪽은 조금 더 속세지향적인 경향을 띤다. 검법은 초식이 매우 화려하고 우아하여 강호에서 독보적인 것으로 평가받는 경우가 많고, 따라서 극한의 쾌검과 환검을 지향하는 식의 묘사가 많다.
유명한 검법으로는 이십사수매화검법이 있다. 언젠가부터 극성에 달하면 매화향이 퍼진다는 묘사가 생겼는데, 설정 자체는 90년대 작품에도 있었다는 카더라가 있지만 여하튼 대중화된건 2000년대 국내 무협소설계의 스테디셀러인 《비뢰도》의 영향이 큰 것으로 보인다. 매화검법은 화산에 매화가 많이 펴서 그걸 보고 검술을 창안했다는 게 흔히 알려진 이야기지만, 실제 화산은 물론 나무들도 자라긴 하지만 바위산도 많아서 딱히 매화가 유명하지도 않은데다가, 중국 무협소설이나 한국의 구무협시대에도 화산과 매화를 연결하는 소재는 쓰인 적이 거의 없었다. '화산=매화'라는 공식은 2000년대에 들어서야 한국 신무협류 소설에서 주로 나타나기 시작했다. 매화검법 역시 마찬가지.
실제로 초기 중화권 무협소설 중 화산파가 등장한 유명한 소설인 벽혈검에서는 복호장이나 파옥권 등의 권장각술을 쓰는 것으로 나왔으며, 검법으로는 소오강호에서 탈명연환삼선검같은 검법을 쓰는 것으로 나오기도 했다. 다만 2000년대 후반부터는 중화권 무협소설에서도 매화검법이 등장하고 있는데, 상술하듯 2000년대 이전 무협소설에서는 화산파와 매화를 연결하는 경우가 거의 없었다는걸 생각해보면 일종의 역수출에 가깝다고 볼 수 있다. 구무협 시대가 쇠락하고 이에 대한 반성으로 1990~2000년대 신무협 시대를 거치면서, 한국 무협소설계는 기존 중화권 무협소설계의 설정을 차용하던 수준에서 벗어나 독자적인 설정이나 무공 묘사도 많이 만들어냈으니 어찌보면 당연한 소리기도 하다. 연장선상에서 초창기 한국 무협에서 무당파의 트레이드 마크 가운데 하나가 '소나무 무늬 검' 즉 송문고검(松紋古劍)이라, 도가 라이벌격인 화산파의 상징으로 매화 문양을 배치한거 아니냔 말도 있다.
김용 월드에선 의천도룡기 시대에는 약간 권법이 강조되었으나, 소오강호 시대부터는 검법이 강조되었다. 현대 화산파 무협물에선 잘 차용하는 설정은 아니지만, 소오강호 화산파만의 특이한 설정으로는 검종/기종이 있었다. 자세한건 아래 문단도 참고.
양산형 무협을 비꼴 때 빠지지 않고 등장하는 단어이기도 하다. 화산의 華(빛날 화)를 火(불 화)인 것마냥 이야기 하는 것이 주 요소.

## 같이 보기
- 화산 (중국)